# Пашкова (заимка)
Пашко́ва — заимка в Боханском районе Иркутской области России. Входит в состав Каменского сельского поселения.

## География
Заимка находится на левом берегу реки Ида, на расстоянии 13 км к востоку от села Каменка, центра сельского поселения, и 22 км к западу от посёлка Бохан, административного центра района.

## Население
| 2002 | 2010 | 2011 | 2012 |
| ---- | ---- | ---- | ---- |
| 38   | ↘16  | →16  | ↘15  |

### Национальный состав
По данным Всероссийской переписи, в 2010 году на заимке проживало 16 человек (8 мужчин и 8 женщин).